# 폴 로건
폴 로건(Paul Logan, 1973년 10월 15일 ~ )은 미국의 배우이다.

## 작품 목록
- 스나이퍼: 특수작전부대